# Ungarns Grand Prix 2023
Ungarns Grand Prix 2023 (officielt navn: Formula 1 Qatar Airways Hungarian Grand Prix 2023) var et Formel 1-løb, som blev kørt den 23. juli 2023 på Hungaroring i Mogyoród, Ungarn. Det var det ellevte løb i Formel 1-sæsonen 2023.

## Kvalifikation
| Pos.               | Nr. | Kører             | Konstruktør                  | Del 1    | Del 2    | Del 3    | Grid |
| ------------------ | --- | ----------------- | ---------------------------- | -------- | -------- | -------- | ---- |
| 1                  | 44  | Lewis Hamilton    | Mercedes                     | 1.18,577 | 1.17,427 | 1.16,609 | 1    |
| 2                  | 1   | Max Verstappen    | Red Bull Racing-Honda RBPT   | 1.18,318 | 1.17,547 | 1.16,612 | 2    |
| 3                  | 4   | Lando Norris      | McLaren-Mercedes             | 1.18,697 | 1.17,328 | 1.16,694 | 3    |
| 4                  | 81  | Oscar Piastri     | McLaren-Mercedes             | 1.18,464 | 1.17,571 | 1.16,905 | 4    |
| 5                  | 24  | Zhou Guanyu       | Alfa Romeo-Ferrari           | 1.18,143 | 1.17,700 | 1.16,971 | 5    |
| 6                  | 16  | Charles Leclerc   | Ferrari                      | 1.18,440 | 1.17,580 | 1.16,992 | 6    |
| 7                  | 77  | Valtteri Bottas   | Alfa Romeo-Ferrari           | 1.18,775 | 1.17,563 | 1.17,034 | 7    |
| 8                  | 14  | Fernando Alonso   | Aston Martin Aramco-Mercedes | 1.18,580 | 1.17,701 | 1.17,035 | 8    |
| 9                  | 11  | Sergio Pérez      | Red Bull Racing-Honda RBPT   | 1.18,360 | 1.17,675 | 1.17,045 | 9    |
| 10                 | 27  | Nico Hülkenberg   | Haas-Ferrari                 | 1.18,695 | 1.17,652 | 1.17,186 | 10   |
| 11                 | 55  | Carlos Sainz, Jr. | Ferrari                      | 1.18,393 | 1.17,703 | N/A      | 11   |
| 12                 | 31  | Esteban Ocon      | Alpine-Renault               | 1.18,854 | 1.17,841 | N/A      | 12   |
| 13                 | 3   | Daniel Ricciardo  | AlphaTauri-Honda RBPT        | 1.18,906 | 1.18,002 | N/A      | 13   |
| 14                 | 18  | Lance Stroll      | Aston Martin Aramco-Mercedes | 1.18,782 | 1.18,144 | N/A      | 14   |
| 15                 | 10  | Pierre Gasly      | Alpine-Renault               | 1.18,743 | 1.18,217 | N/A      | 15   |
| 16                 | 23  | Alexander Albon   | Williams-Mercedes            | 1.18,917 | N/A      | N/A      | 16   |
| 17                 | 22  | Yuki Tsunoda      | AlphaTauri-Honda RBPT        | 1.18,919 | N/A      | N/A      | 17   |
| 18                 | 63  | George Russell    | Mercedes                     | 1.19,027 | N/A      | N/A      | 18   |
| 19                 | 20  | Kevin Magnussen   | Haas-Ferrari                 | 1.19,206 | N/A      | N/A      | 19   |
| 20                 | 2   | Logan Sargeant    | Williams-Mercedes            | 1.19,248 | N/A      | N/A      | 20   |
| 107%-tid: 1.23,613 |     |                   |                              |          |          |          |      |
| Kilde:             |     |                   |                              |          |          |          |      |

## Resultat
| Pos.                                                                | Nr. | Kører             | Konstruktør                  | Omgange | Tid/Udgået    | Startpos. | Point |
| ------------------------------------------------------------------- | --- | ----------------- | ---------------------------- | ------- | ------------- | --------- | ----- |
| 1                                                                   | 1   | Max Verstappen    | Red Bull Racing-Honda RBPT   | 70      | 1:38.08,634   | 2         | 261   |
| 2                                                                   | 4   | Lando Norris      | McLaren-Mercedes             | 70      | +33,731       | 3         | 18    |
| 3                                                                   | 11  | Sergio Pérez      | Red Bull Racing-Honda RBPT   | 70      | +37,603       | 9         | 15    |
| 4                                                                   | 44  | Lewis Hamilton    | Mercedes                     | 70      | +39,134       | 1         | 12    |
| 5                                                                   | 81  | Oscar Piastri     | McLaren-Mercedes             | 70      | +1.02,572     | 4         | 10    |
| 6                                                                   | 63  | George Russell    | Mercedes                     | 70      | +1.05,825     | 18        | 8     |
| 7                                                                   | 16  | Charles Leclerc   | Ferrari                      | 70      | +1.10,3172    | 6         | 6     |
| 8                                                                   | 55  | Carlos Sainz, Jr. | Ferrari                      | 70      | +1.11,073     | 11        | 4     |
| 9                                                                   | 14  | Fernando Alonso   | Aston Martin Aramco-Mercedes | 70      | +1.15,709     | 8         | 2     |
| 10                                                                  | 18  | Lance Stroll      | Aston Martin Aramco-Mercedes | 69      | +1 omgang     | 14        | 1     |
| 11                                                                  | 23  | Alexander Albon   | Williams-Mercedes            | 69      | +1 omgang     | 16        |       |
| 12                                                                  | 77  | Valtteri Bottas   | Alfa Romeo-Ferrari           | 69      | +1 omgang     | 7         |       |
| 13                                                                  | 3   | Daniel Ricciardo  | AlphaTauri-Honda RBPT        | 69      | +1 omgang     | 13        |       |
| 14                                                                  | 27  | Nico Hülkenberg   | Haas-Ferrari                 | 69      | +1 omgang     | 10        |       |
| 15                                                                  | 22  | Yuki Tsunoda      | AlphaTauri-RBPT              | 69      | +1 omgang     | 17        |       |
| 16                                                                  | 24  | Zhou Guanyu       | Alfa Romeo-Ferrari           | 69      | +1 omgang     | 5         |       |
| 17                                                                  | 20  | Kevin Magnussen   | Haas-Ferrari                 | 69      | +1 omgang     | 19        |       |
| 183                                                                 | 2   | Logan Sargeant    | Williams-Mercedes            | 67      | Overophedning | 20        |       |
| Ret                                                                 | 31  | Esteban Ocon      | Alpine-Renault               | 2       | Sammenstød    | 12        |       |
| Ret                                                                 | 10  | Pierre Gasly      | Alpine-Renault               | 1       | Sammenstød    | 15        |       |
| Hurtigste omgang: Max Verstappen (Red Bull) - 1.20,504 (omgang 4253 |     |                   |                              |         |               |           |       |
| Kilde:                                                              |     |                   |                              |         |               |           |       |

Noter:
↑1 - Inkluderer point for hurtigste omgang.
↑2 - Charles Leclerc blev givet en 5-sekunders straf for at køre for hurtigt i pit lane. Hans slutposition forblev uændret af straffen.
↑3 - Logan Sargeant udgik af ræset, men blev klassificeret som færdiggjort, i det at han havde kørt mere end 90% af ræsdistancen.

## Stilling i mesterskaberne efter løbet
| Pos. | Kører           | Point |
| ---- | --------------- | ----- |
| 1    | Max Verstappen  | 281   |
| 2    | Sergio Pérez    | 171   |
| 3    | Fernando Alonso | 139   |
| 4    | Lewis Hamilton  | 133   |
| 5    | George Russell  | 90    |

| Pos. | Konstruktør           | Point |
| ---- | --------------------- | ----- |
| 1    | Red Bull-Honda RBPT   | 452   |
| 2    | Mercedes              | 223   |
| 3    | Aston Martin-Mercedes | 184   |
| 4    | Ferrari               | 167   |
| 5    | McLaren-Mercedes      | 87    |